# Adenocalymma heterophyllum
Adenocalymma heterophyllum là một loài thực vật có hoa trong họ Chùm ớt. Loài này được Kraenzl. mô tả khoa học đầu tiên năm 1915.